# Климовський Леонід Михайлович
Леоні́д Миха́йлович Климо́вський (нар. 23 березня 1983, СРСР) — російський футзаліст. Воротар новосибірського клубу «Сибіряк» та збірної Росії.

## Біографія
Вихованець ДЮСШ «Спартак» (Москва), вчився в одному класі з Павлом Погребняком. Побував на перегляді в дублі «Спартака», але не залишився там і отримав пропозиції перебратися у першу чи другу ліги, проте Леонід обрав міні-футбол. Цей крок був зумовлений тим, що до нього проявив зацікавленість головний тренер міні-футбольного «Спартака» Євгена Ловчева, який і запропонував підписати контракт. У складі міні-футбольного клубу «Спартак» ставав чемпіоном Росії у 2001 році і володарем кубка Росії у 2002 році. Другу половину сезону 2002/2003 провів на правах оренди у клубі «Спартак-Щолково», де зіграв у 4-х матчах, потім повернувся в «Спартак». У 2004 році виграв разом з командою престижний міжнародний турнір «Приполярна весна», на якому зіграв у 3-х матчах. У рідній команді залишався до 2005 року, але його рівень гри не влаштовував головного тренера Євгена Ловчева і Леоніду довелося шукати іншу команду.
У 2005-2007 роках грав за «Норільський нікель», після чого підписав контракт з югорською «ТТГ-Явою». У матчі третього туру чемпіонату 2007/2008 проти «Динамо»  був визнаний найкращим гравцем зустрічі. Климовський швидко завоював місце основного воротаря у клубі і отримав перше запрошення у збірну. Довгий час був беззаперечним гравцем основи, але коли головним тренером став Мілтіньо, то втратив своє місце у складі. Через це наприкінці 2010 року перейшов в московську «Діну» на правах оренди. Догравши в ній сезон, незабаром повноцінно перейшов у ЦСКА. Після розформування армійської команди сезоном пізніше, перейшов в новосибірський «Сибіряк». На початку 2014 року був виставлений на трансфер.
Дебютував за збірну 18 травня 2008 року у матчі проти хорватів. Був третім воротарем збірної Росії на чемпіонаті світу 2008 року (виходив на заміну у 2-х матчах). Також потрапив у заявку і на наступний чемпіонат світу, де також вийшов на заміну у 2-х матчах.

## Титули та досягнення
- Чемпіон Росії: 2000/2001
- Срібний призер чемпіонату Росії: 2007/2008
- Бронзовий призер чемпіонату Росії (2): 2001/2002, 2008/2009
- Володар Кубка Росії: 2001/2002
- Півфіналіст чемпіонату світу: 2008
- Срібний призер Гран-прі: 2013[13]

### Статистика виступів
Інформація станом на 15 лютого 2014 року
| Сезон     | Клуб               | Ліга            | Чемпіонат | Чемпіонат | Кубок | Кубок  |
| Сезон     | Клуб               | Ліга            | Ігри      | Голи      | Ігри  | Голи   |
| --------- | ------------------ | --------------- | --------- | --------- | ----- | ------ |
| 2000—2001 | Спартак            | Суперліга       | 2         | 0         | ?     | ?      |
| 2001—2002 | Спартак            | Суперліга       | 13        | 0         | ?     | ?      |
| 2002—2003 | Спартак            | Суперліга       | 5         | 0         | ?     | ?      |
| 2002—2003 | Спартак-Щолково    | Суперліга       | 4         | 0         | 0     | 0      |
| 2003—2004 | Спартак            | Суперліга       | 28        | 0         | 4     | 0      |
| 2004—2005 | Спартак            | Суперліга       | 14        | 1         | 3     | 0      |
| 2005—2006 | Норільський нікель | Суперліга       | 26        | 0         | ?     | ?      |
| 2006—2007 | Норільський нікель | Суперліга       | 31        | 0         | ?     | ?      |
| 2007—2008 | ТТГ-Югра           | Суперліга       | 34        | 0         | ?     | ?      |
| 2008—2009 | ТТГ-Югра           | Суперліга       | 36        | 0         | ?     | ?      |
| 2009—2010 | ТТГ-Югра           | Суперліга       | 13        | 0         | 3     | 0      |
| 2010—2011 | ТТГ-Югра           | Суперліга       | 0         | 0         | 3     | 0      |
| 2010—2011 | «Діна» (Москва)    | Суперліга       | 9         | 0         | 0     | 0      |
| 2010—2011 | «Діна-Д» (Москва)  | Суперліга-дубль | 1         | 0         | 0     | 0      |
| 2011—2012 | ЦСКА               | Суперліга       | 20        | 0(-56)    | 4     | 0(-21) |
| 2012—2013 | Сибіряк            | Суперліга       | 18        | 0         | 2     | 0      |
| 2013—2014 | Сибіряк            | Суперліга       | 14        | 0         | 1     | 0      |

## Цікаві факти[14]
- Авторитет у міні-футболі: Олександр Кононов
- Яка команда і який гравець імпонує: «Валенсія», Сантьяго Каньїсарес
- Хобі: автомобілі
- Улюблене місто/країна: Москва/Росія
- Улюблена книга: Мурзілка
- Улюблений актор: Бред Пітт
- Улюблена музика: транс
- Улюблений напій: молоко
- Улюблена марка автомобіля: Honda